# San Antonio (Arauco)
San Antonio è una località dell'Argentina, appartenente alla Provincia di La Rioja, situata nella parte nord-orientale della provincia. L'abitato è compreso nel Dipartimento di Arauco.

## Popolazione
Al censimento del 2001 la località contava 530 abitanti; con le vicine località di Aimogasta e Machigasta forma un conglomerato urbano di 10.418 abitanti.